# 王宗會
王宗會（1517年—？），字賓之，號瀛東，福建泉州府晉江縣人，軍籍，明朝政治人物。

## 生平
嘉靖二十五年（1546年）丙午科福建鄉試第三十名舉人。嘉靖三十二年（1553年）中式癸丑科會試第六十名，三甲第一百二十四名進士。礼部观政，任大理寺评事，升寺副，起复补寺副，升寺正。任内明恕详谳，对冤案多有平反。有权臣欲将其拉拢至门下，王宗会坚决不就，结果十余载不得升迁。后始转广东佥事。不久卒于官。道光《晋江县志》有传。。

## 家族
曾祖王惠；祖父王寶；父王綱，母黃氏。弟王宗献（生员）、王宗定。
子王應鰲、王應星、王應嶽。